# Team 7 (fumetto)
(Marc Slayton riferito al Team 7)
Team 7 è un gruppo di supereroi dei fumetti pubblicato dalla DC Comics sotto l'etichetta WildStorm.
Nato nel 1994 su Deathmate Black della Image Comics è poi passato sotto l'etichetta WildStorm (sempre per la Image), acquistata dalla DC Comics nel 1998; è stato pubblicato in Italia dalla Star Comics quando apparteneva alla Image ed è attualmente pubblicato dalla Magic Press, che detiene i diritti per la pubblicazione della Wildstorm in Italia.

## Storia
Il Team 7 era una squadra d'assalto militare (i membri furono selezionati tra i migliori di marina, CIA, esercito, FBI, ecc.) il cui compito era di agire nelle zone "calde" del mondo per evitare il conflitto nucleare.
Prima di loro il governo aveva formato un altro gruppo (il Team Zero) al medesimo scopo, ma questi furono sterminati durante una missione di spionaggio in Germania al tempi della Seconda guerra mondiale.
Il direttore del gruppo, Miles Craven, al fine di ottenere un esercito di supersoldati per non ripetere l'errore commesso col Team Zero, eseguì sui membri delle manipolazioni genetiche al fine di dotarli di superpoteri. Fu così che durante una missione apparentemente suicida svolta dalla squadra, il gruppo venne attirato in una trappola e bombardato di agenti chimici (il Fattore Gen). L'operazione fu un successo e l'intero gruppo, sopravvissuto si trovò dotato di impressionanti capacità fisiche e straordinari poteri mentali ben oltre le capacità di un comune essere umano. Molti di loro chiameranno ironicamente i loro poteri "Magia".
Nonostante ciò con l'andare avanti del tempo parecchi membri si trovarono in difficoltà a gestire i cambiamenti fisici subiti e impazzirono, si suicidarono o morirono per lo sforzo cerebrale.
Cole Cash, insospettito dall'incidente iniziò ad indagare e scoprì la verità. Quando lo rivelò ai compagni che erano stati manipolati essi si ribellarono e si diedero alla macchia, molti grazie all'aiuto del loro Leader John Lynch fecero completamente perdere le tracce al governo. Tra loro ci sono i padri dei Gen¹³.
Il gruppo, ufficialmente scioltosi, trova nell'epilogo delle sue vicende la genesi di tutto l'universo WildStorm. Occasionalmente alcuni membri tornano ad agire insieme per contrastare le Operazioni Internazionali.

## Membri

### Principali
- John Lynch: nome in codice Topkick (calcio ai piani alti), allora col grado di tenente era il comandante del gruppo, sviluppò poteri telepatici e telecinetici quasi onnipotenti. Il suo marchio di riconoscimento era un cerchio attraversato da una striscia dipinto sull'occhio sinistro. Diverrà mentore di Gen¹³.
- Marc Slayton: nome in codice Backlash (contraccolpo), valoroso soldato esperto di frusta dotato di un'apparente immortalità. È il padre di Crimson dei Wildcore e del supercriminale Aries. Il suo marchio di riconoscimento era un trapezio rovesciato dipinto sull'occhio sinistro. Diverrà un mercenario.
- Cole Cash: nome in codice Dead Eye (occhio morto), membro più giovane del gruppo dotato di un impressionante fattore di guarigione. Il suo marchio di riconoscimento era un rombo spezzato dipinto sull'occhio sinistro. Diverrà un vigilante simbolo dell'universo Wildstorm col nome in codice di Grifter.
- Michael Cray: nome in codice Deathblow (colpo mortale), guerrafondaio immortale dotato di una grande capacità psicocinetica inconscia. È il padre di Sublime dei DV8. Il suo marchio di riconoscimento erano due strisce parallele dalla fronte alla fine della mascella dipinte su entrambi gli occhi. Diverrà un mercenario.
- Jackson Dane: nome in codice Arclight (arco luminoso), membro giovane del gruppo dotato di grandi poteri psichici che tuttavia dimenticherà per un lavaggio del cervello e ricorderà solo anni dopo. Il suo marchio di riconoscimento era un fulmine dipinto sull'occhio sinistro. Diverrà membro del supergruppo noto come Wetworks.
- Christine Blaze: vecchia fiamma di Lynch dai tempi dell'accademia, venne espulsa dal Team 7 prima che fossero esposti al fattore Gen poiché il direttore delle operazioni internazionali non voleva donne nel gruppo. Diverrà il braccio destro di Lynch dopo la riformazione delle Operazioni Internazionali.

### Secondari
- Stewart Philip Chang: nome in codice Bulleteer (raffica di pallottole), padre di Grunge. Il suo marchio di riconoscimento era una falce di luna dipinta a lato dell'occhio destro. La località in cui si trova attualmente è sconosciuta.
- Stephen Callahan: nome in codice Wraparound (spirale avvolgente), padre di Treshold, Bliss e Sarah Rainmaker. Il suo marchio di riconoscimento era una croce dipinta sull'occhio sinistro. Falsificò la sua morte facendo credere a tutti, perfino i figli d'essere deceduto in realtà si è dato alla macchia.
- Alexander "Alex" Fairchild: nome in codice Slaphammer (martellata), padre di Fairchild e Freefall. Morirà sulle pagine di Gen¹³ per mano del supercriminale Tindalos. Il suo marchio di riconoscimento era un asso dipinto sull'occhio sinistro.

### Terziari
- Berckmann: di cui non si conosce il nome proprio o quello in codice né si è mai visto in faccia ma si sa che fu uno di quelli a morire per l'esposizione al fattore Gen.
- Robert Diaz: nome in codice Bloodmoon (luna insanguinata), fu abbandonato in una missione poiché ferito mortalmente, ma venne curato da una razza di felini umanoidi detti Kindred cui si affezionò e divenne capo della loro tribù. Anni dopo, forte dei nuovi alleati, dichiarerà guerra ai vecchi compagni per vendicarsi dell'abbandono ma finirà per andare incontro alla morte.
- Andrew Johnson: vecchio amico di Cole Cash dai tempi dell'accademia quando acquisì i poteri li usò in modo tanto sadico e disumano che l'amico fu costretto ad ucciderlo con un colpo di pistola.
- Richard MacNamara: nome in codice Boloround (bolos-sfere), impazzì per l'esposizione al fattore Gen e si uccise.
- Lucius Morgan: lasciò il Team 7 prima dell'esposizione al fattore Gen perché disgustato dalla vita del soldato, ora fa il pirata nei mari del Pacifico con una ciurma composta da altri ex-soldati che condividono il suo modo di pensare e dalla figlia Daphne Morgan frutto della relazione con una guerriera Coda.
- Jack Rhodes: nome in codice CyberJack (Jack il cyborg), ferito in una missione parte del suo corpo diverrà meccanica, tuttavia a causa della riabilitazione non sarà col gruppo al momento dell'esposizione al fattore Gen. Verrà ucciso durante l'assalto a Gamorra nel crossover Fuoco dal cielo.

## Altri media

Il Team 7 nel film animato di Gen¹³

- Nella versione animata di Gen¹³ viene menzionato il Team 7, base dalla quale partono le vicende narrate. Inoltre in una scena presente nel film Fairchild apre un file su uno dei computer del progetto Genesis e mentre lo legge viene mostrata una serie di immagini che mostra i membri del gruppo e il risultato delle loro operazioni militari più riuscite. Nel film viene fatto riferimento esplicito ad Alex Fairchild e Stephen Callahan, mentre John Lynch compare direttamente ma non si fa riferimento ad una sua eventuale esposizione al Fattore-Gen.